# Erna von Dobschütz

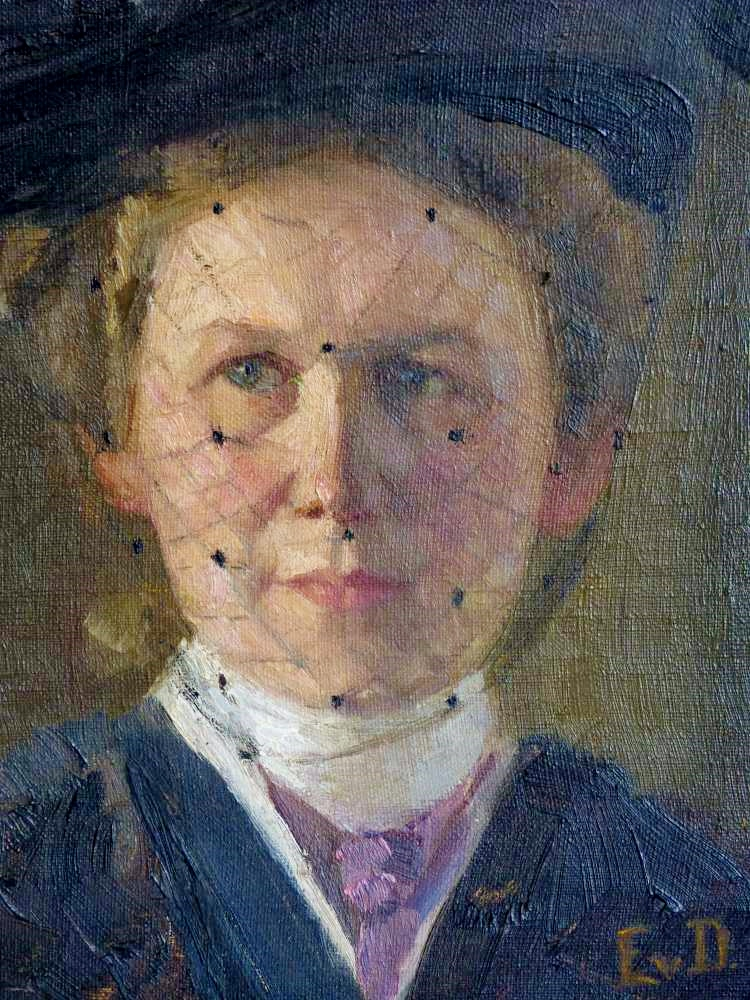
Selbstporträt der Erna von Dobschütz (um 1915)

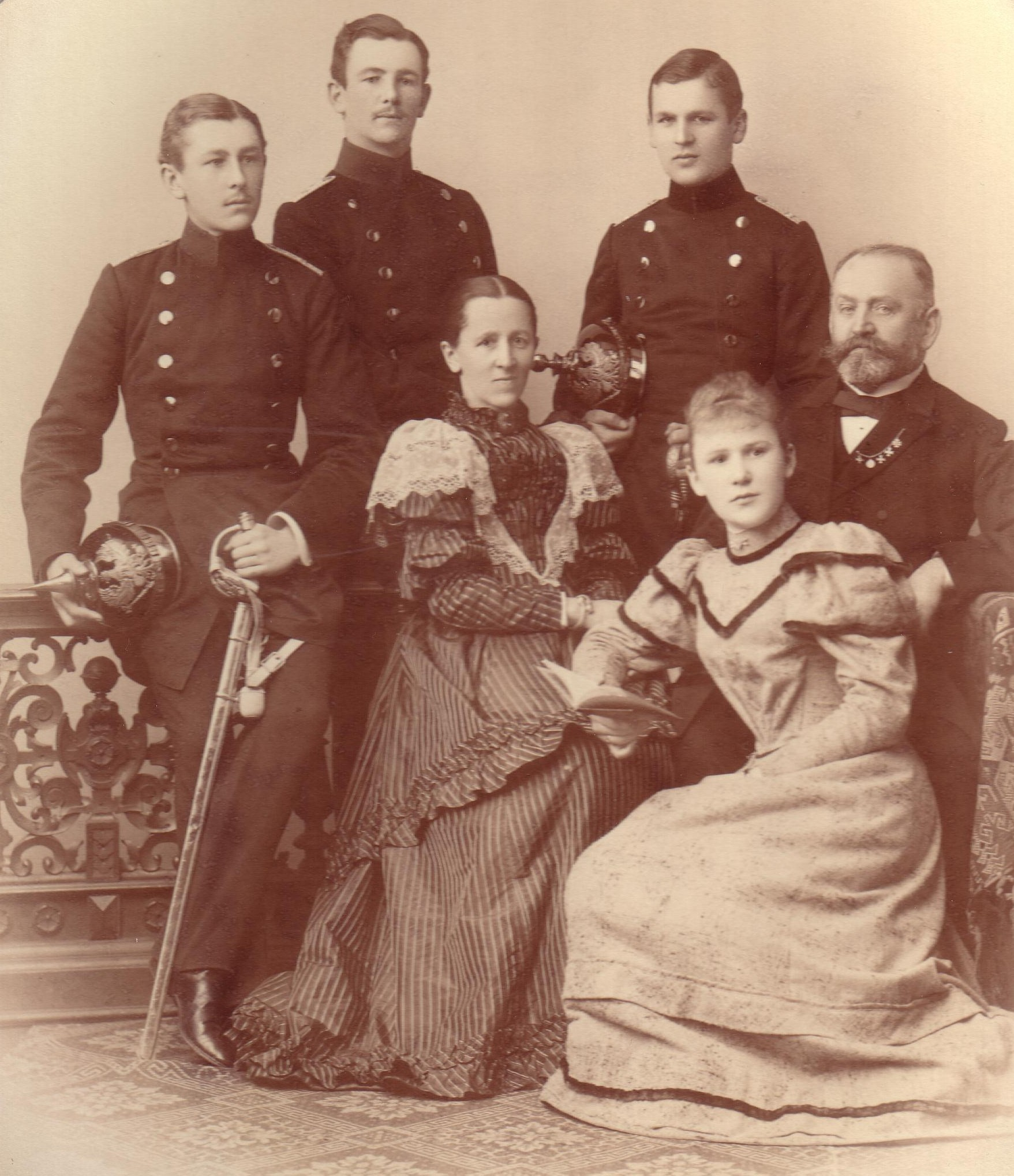
Die junge Malerin Erna von Dobschütz im Kreis ihrer Familie (ca. 1903)

Erna Pauline Klara von Dobschütz (* 6. März 1876 in Cosel, Oberschlesien; † 25. Juni 1963 in Görlitz) war Porträtmalerin.

## Familie
Erna von Dobschütz entstammte dem alten schlesischen Adelsgeschlecht Dobschütz und war die einzige Tochter des königlich preußischen Majors Karl Julius Otto von Dobschütz (28. Januar 1833 – 25. August 1897) und seiner zweiten Ehefrau Elmire Auguste Adelheid von Spankeren (4. Juli 1845 – 24. März 1922). Erna von Dobschütz blieb unverheiratet.

## Leben
Erna von Dobschütz lebte mit ihren Eltern nach der Pensionierung des Vaters ab 1888 in Görlitz, Krölstraße 45. Nach dem Tod des Vaters im August 1897, Erna war 21 Jahre alt, blieb sie auf Wunsch ihrer Mutter mit dieser weiter allein zusammen. Die Heirat mit einem Arzt soll ihr angeblich untersagt worden sein, da dieser nicht „standesgemäß“ war.
Bereits aus dem Jahr 1890, Dobschütz war erst 14 Jahre alt, sind erste, naturalistische Zeichnungen von ihr überliefert. Soweit bekannt, hatte sie mindestens im Mai/Juni 1896 ersten Privatunterricht bei den Professoren Wilhelm Claudius (1854–1942), dem Urgroßneffen des Dichters Matthias Claudius, und Robert Sterl in Dresden, den sie spätestens ab 1. Februar 1900 dort fortsetzte. Beide Impressionisten gehörten zu den Künstlern in der Künstlerkolonie Goppeln. Dort beteiligte sie sich auch erstmals an einer Ausstellung, der noch etliche im weiteren Lebenslauf folgen sollten.
Von 1904 bis 1908 war sie Schülerin im Damenatelier des bekannten Bildnismalers Professor Franz Skarbina in Berlin.
Anschließend lebte Dobschütz von 1909 bis 1952 wieder in Görlitz in der Wohnung ihrer Eltern, Kahle 6 (heute: Johannes-Wüsten-Straße 6). Im Nachbarhaus Kahle 7 übernahm sie 1909 das Atelier der Porträtmalerin Ella von Prittwitz. Hier erteilte sie bis 1929 Unterricht in Malen und Zeichnen und organisierte Ausstellungen eigener Bilder.

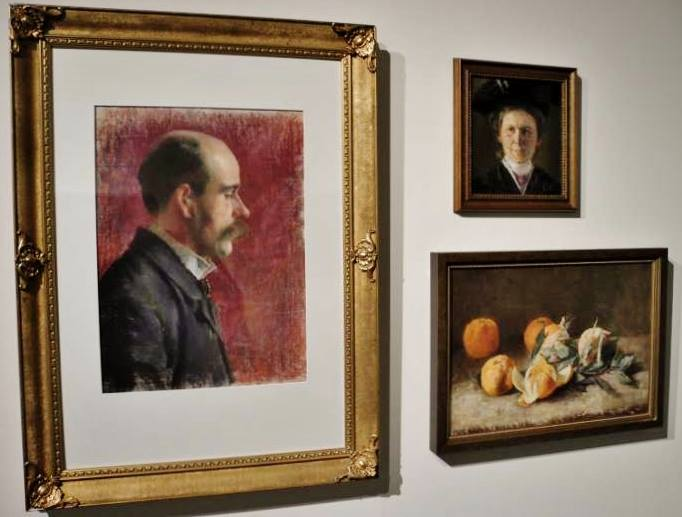
Beitrag zur Eröffnungsausstellung der „Galerie der Moderne“ in der Görlitzer Kaisertrutz (2015)

Für sie als überzeugte Oberschlesierin selbstverständlich, fuhr sie zur Volksabstimmung in ihre oberschlesische Geburtsstadt Cosel, um am 20. März 1921 für den Verbleib Oberschlesiens bei Deutschland zu votieren.

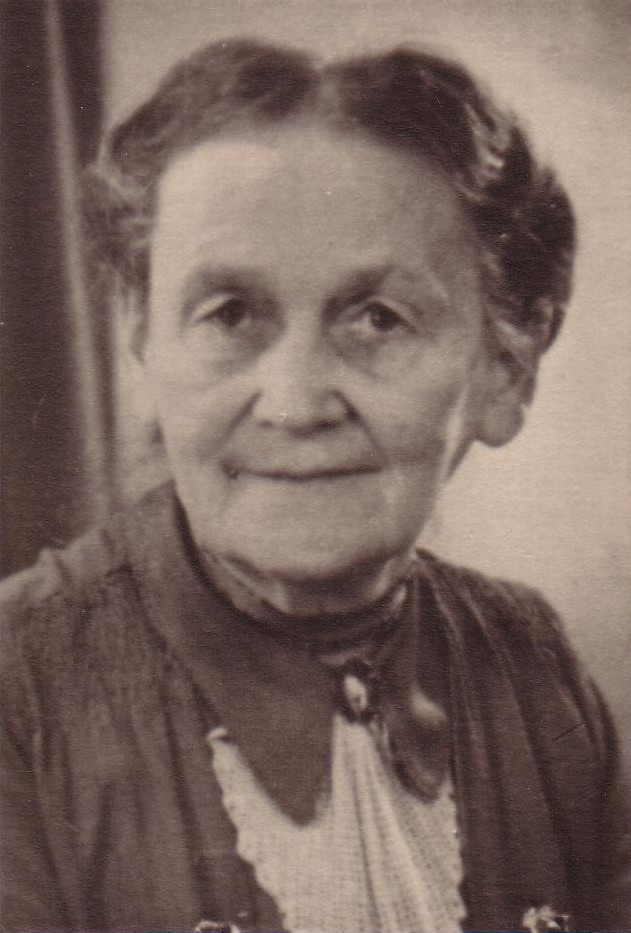
Erna von Dobschütz im März 1957

Nach Jahren des Schaffens, aber sehr bescheidenen Lebens, zog sich Dobschütz 1952 in das Görlitzer Luisenstift zurück. Ab 3. Dezember 1962 bis zu ihrem Tod war sie schließlich krankheitshalber im Pflegeheim des Zentralhospitals in Görlitz untergebracht, wo sie am 25. Juni 1963 – einsam und allein, fernab ihrer in Westdeutschland lebenden Familie – „nach langem, geduldig ertragenem Leiden“ starb. Ihre Urne wurde, ihrem eigenen Wunsch entsprechend, anschließend nach Kassel überführt und dort auf dem Friedhof Wahlershausen im Grab ihres älteren Bruders Paul von Dobschütz (1874–1944) beigesetzt.
Ein Nachlass aus etwa 200 Bildnissen und Stillleben in Ölmalerei, Pastellen, Aquarellen und Kohlezeichnungen wurde von den Städtischen Kunstsammlungen Görlitz (im Barockhaus Neißstraße 30) übernommen.

## Ausstellungen
Im Jahr 1900 beteiligte sich Dobschütz („Görlitzer Zeitung“: „…, einer sehr begabten Ateliersschülerin des Professors Claudius, …“) in Dresden mit einem Porträt des Dresdner Generalmajors z. D. Christian Amynt Liebe an einer Ausstellung in der Galerie E. Richter. Die „Görlitzer Zeitung“ schrieb: „Wir freuen uns der tüchtigen Leistung der Landsmännin aufrichtig.“
1904 nahm sie mit fünf Arbeiten an einer Ausstellung des Kunstvereins Lausitz ab 15. November in der Oberlausitzer Gedenkhalle zu Görlitz teil (Pastellbild „Studienkopf Junges Mädchen“, drei Rötelstudien „Alter Herr“, „Junge Holländerin“, „Lohndiener Lorenz“ aus Görlitz, Stillleben „Fasan vor Kiefern“).
Nach 1908, zurück in Görlitz, veranstaltete sie ihre erste eigene Kunstausstellung. Hierzu schrieb die „Görlitzer Zeitung“: „In ihren Porträts bekundet sie vor allem eine sehr gute Begabung für dieses Fach. Die Porträts zeichnen sich durch Aehnlichkeit, sowie Lebendigkeit aus, und namentlich ist es das Gebiet der Pastellmalerei, auf dem Fräulein von Dobschütz einige sehr gute Erfolge zu verzeichnen hat.“
Erst nach ihrem Tod wurde ihr im Februar 1964 die Ehre einer großen umfassenden Ausstellung ihrer Werke im „Grafischen Kabinett“ zu Görlitz zuteil. Der damalige Leiter der „Städtischen Kunstsammlungen Görlitz“, Ernst-Heinz Lemper, schrieb hierzu im „Landskron-Echo“ (21. Februar 1964) in seinem Beitrag „Einer Görlitzer Malerin zum Gedächtnis“ unter anderem: „…, eine vortreffliche Übersicht über das Menschenantlitz jener Zeit in einer beachtlichen realistischen Malerei, der man auf den ersten Blick anmerkt, daß die Dargestellten “getroffen” sind.“
Noch heute werden einzelne Werke als die „einer bedeutenden Görlitzer Malerin“ in dortigen Museen und Ausstellungen gezeigt.
- 2014, Mai – November: „Adel in Schlesien“ in der Görlitzer Kaisertrutz, zwei Gemälde und ihre Postkarten aus Cosel zur Volksabstimmung (1921) als Beitrag zur Gemeinschaftsausstellung
- 2015, ab 16. Januar: „Galerie der Moderne“ in der Görlitzer Kaisertrutz, ihr Selbstporträt (Ölgemälde), ein Männerporträt (Pastell) und ein Obst-Stillleben (Ölgemälde)

## Stiftung
Seit 2011 gibt es in Görlitz die „Erna von Dobschütz Stiftung“. Geldgeber war eine in Kassel lebende Dobschütz-Verwandte. Stiftungszweck ist der Erhalt und die Erforschung ihres Werkes. Die Zinserträge sollen zunächst für eine umfassende fotografische Dokumentation des Nachlasses verwendet werden, die Grundlage für die weitere Aufarbeitung und spätere Publikationen zum Werk der Malerin sein soll.